# Simulium japonicum
Simulium japonicum är en tvåvingeart som beskrevs av Matsumura 1931. Simulium japonicum ingår i släktet Simulium och familjen knott. Inga underarter finns listade i Catalogue of Life.